# Каркасон (округ)
Каркассон (фр. Carcassonne) — округ (фр. Arrondissement) во Франции, один из округов в регионе Лангедок — Руссильон. Департамент округа — Од. Супрефектура — Каркассон.
Население округа на 2006 год составляло 153 203 человек. Плотность населения составляет 57 чел./км². Площадь округа составляет всего 2668 км².